# Chapuisia scutellata
Chapuisia scutellata es un coleóptero de la familia Chrysomelidae. Fue descrita científicamente en 1897 por Jacoby.